# Delitto in quarta dimensione
Delitto in quarta dimensione (4D Man) è un film del 1959 diretto da Irvin Yeaworth.

## Trama
Fratelli diversi: Tony Nelson ha condotto studi che rivelano la possibilità che due corpi considerati come incompenetrabili possano in realtà "entrare" l'uno nell'altro - non in una penetrazione, ma in una sorta di commistione fra atomi - ed ha ottenuto qualche risultato sperimentale in tal senso; suo fratello Scott ha appena messo a punto un materiale durissimo, verosimilmente impenetrabile, la Cargonite, così nominata in onore (immeritato) del direttore del centro di ricerca nel quale Scott lavora, Theodore Cargon, che è uso fregiarsi dei brillanti risultati dei suoi ricercatori come fossero suoi propri. Questo il motivo tecnico-scientifico della contrapposizione fra i fratelli; l'altro, d'altra natura, è il fatto che Tony ha iniziato una relazione con l'appena conosciuta Linda Davis, la collaboratrice e promessa sposa di Scott.
Rimanendo sul lato tecnico, Tony dà al fratello la poco scientifica spiegazione che i risultati ottenuti, per quanto veicolati attraverso un apparecchio di sua invenzione, siano in realtà stati possibili principalmente grazie alla propria forza di volontà. E, paradossalmente e inspiegabilmente, Scott riesce ad attraversare con la mano un blocco di Cargonite senza far uso dell'apparecchio: è una sorta di proprietà delle sue onde cerebrali, come rivela il medico, Brian Schwartz. L'ipotesi della "volontà" viene in tal modo ad essere corroborata proprio da chi la riteneva pseudoscientifica. Trovatosi dotato di questa specie di superpotere, Scott lo sperimenta, una notte, prelevando una mela attraverso la vetrina chiusa di un negozio. Ma la mattina dopo i giornali riportano la notizia di una misteriosa rapina alla banca, che non ha lasciato segni di effrazione.
E ci sono degli effetti collaterali. Quando Scott passa attraverso un oggetto, come una vetrina, un muro, e simili, è come se impiegasse in pochi secondi una quantità di energia pari a quella che, in situazioni normali, avrebbe richiesto anni: per questo motivo egli, dopo tali compenetrazioni, invecchia. Viceversa, appare che quando Scott si compenetra con un essere umano, è come se risucchiasse la sua forza vitale, e l'uomo in questione invecchia, e, se del caso, muore: così era capitato al dottor Schwartz, al quale Scott aveva chiesto aiuto, dandogli una immateriale pacca sulle spalle, una volta resosi conto della propria nefasta dote.
C'era anche un delicato problema: alle volte il tatto di Scott era normale, ovvero era in grado di afferrare cose senza penetrarle, ma in altri casi si verificava la commistione di materia (situazione a cui ci si riferiva come "la quarta dimensione", qualunque cosa ciò significasse), e non c'era modo di prevedere quando, come e perché egli passasse da una condizione all'altra. Questo stato di cose aveva portato agli incresciosi eventi di invecchiamento precoce o morte di diverse persone, alcuni dei quali totalmente casuali, altri premeditati, come quando Scott risucchia le forze vitali di Theodore Cargon – risentito del fatto che il direttore si attribuisse in continuazione meriti che non erano suoi - e in tal modo lo uccide.
Il bottino della rapina alla banca viene ritrovato fra le cose di Scott, diversi omicidi gli vengono attribuiti, e la polizia, allertata da Tony, è sulle sue tracce. Non è facile catturare un uomo evanescente come lui. Quando Scott si presenta da Linda Davis, chiedendole un bacio, la giovane, a malincuore – poiché era affezionata a lui -, ma risoluta nel tentativo di fermare un incontrollabile e a volte involontario assassino, gli spara.
Non è chiaro quale versione di Scott sia stata colpita. Egli appare sanguinante, ma nello stesso tempo si dichiara alteramente padrone della materia, mentre scompare a fatica attraverso un muro.